# 成田空港高速鉄道

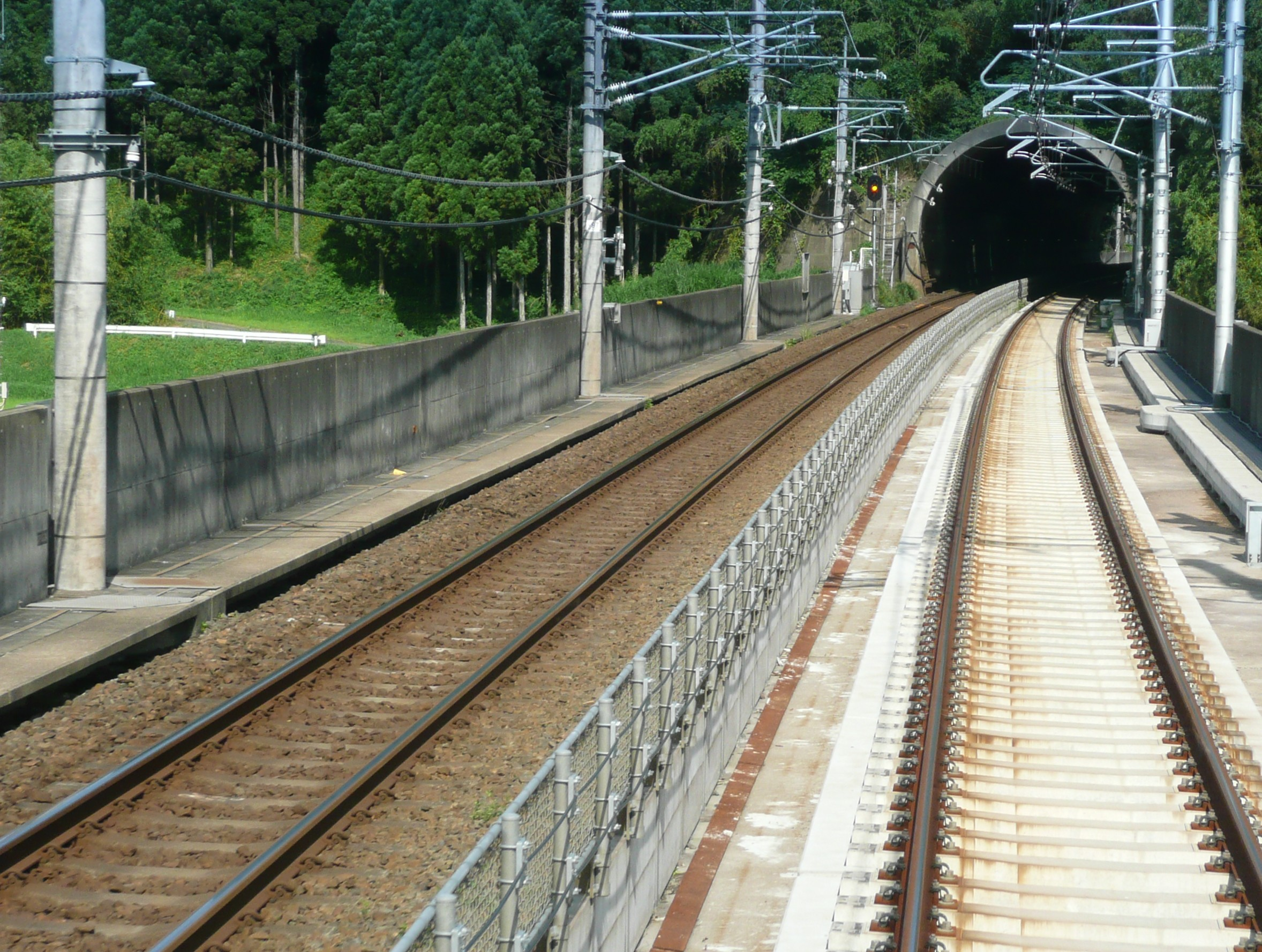
左側の線路をJR、右側の線路を京成の列車が走行する（2010年7月、堀之内信号場 - 空港第2ビル駅間で撮影）

成田空港高速鉄道株式会社（なりたくうこうこうそくてつどう、英: Narita Airport Rapid Railway Company Limited、略称：NKT）は、千葉県に路線を有する第三セクター方式の鉄道会社。京成電鉄の持分法適用関連会社であり、京成グループの企業である。

## 歴史
新東京国際空港への空港連絡鉄道として、当初成田新幹線が建設される予定であったが、沿線住民の反対運動によって頓挫する。成田市内においては高架橋やトンネル、空港ターミナルビル直下の地下駅の筐体が完成していたが、建設工事は中止となった。京成電鉄は初代・成田空港駅（現・東成田駅）へ鉄道を開業させるも、空港ターミナルビルから離れた位置のため、空港利用者は不便を強いられた。
1988年（昭和63年）、当時運輸大臣であった石原慎太郎の“鶴の一声”により、成田新幹線計画の頓挫により建設後に放置されたままであった鉄道施設の一部を、在来線に転用することが決定し、東日本旅客鉄道（JR東日本）と京成電鉄などが出資する成田空港高速鉄道が発足。1991年（平成3年）3月19日に路線ならびに新しい成田空港駅が開業し、第1空港ターミナルビル直下への乗り入れが実現することになった。1992年（平成4年）12月3日には、第2旅客ターミナルビル直下に空港第2ビル駅も開業している。
その後、東京都区部からのさらなる所要時間短縮を目的に、千葉ニュータウンへのアクセス鉄道として開業していた北総線を延伸する形で、成田高速鉄道アクセスが印旛日本医大駅 - 成田市土屋間の新線（成田新高速鉄道計画・Bルート）を新たに建設することになる。成田空港高速鉄道もこれに接続するために増線工事を行い、2010年（平成22年）7月17日に両社合わせて開業した。

## 路線
成田空港高速鉄道線として以下の3区間の線路等の施設を保有する第三種鉄道事業を行っている。当該区間において旅客運送を行うJR東日本および京成電鉄は第二種鉄道事業者（上下分離方式）となっており、成田空港高速鉄道に対し線路使用料を支払い列車の運行を行っている。
- JR成田線分岐点 - 成田空港駅間 8.7 km（第二種鉄道事業者はJR東日本、JR側の路線名は成田線）
- 京成本線分岐点 - 成田空港駅間 2.1 km（第二種鉄道事業者は京成電鉄、京成側の路線名は本線）
- 成田高速鉄道アクセス線接続点 - 空港第2ビル駅間 7.5 km（第二種鉄道事業者は京成電鉄、京成側の路線名は成田空港線）